# ラトルン戦車博物館
ラトルン戦車博物館（らとるんせんしゃはくぶつかん）は、イスラエルのラトルンにある軍事博物館。ラトゥルンと表記される事もある。正式の英語表記では The Armored Corps Memorial Site and Museum at Latrun であるが、Yad La-Shiryon Latrun という表記もよく用いられている。

## 概要
大都市テルアビブから南東に行ったラトルンに位置し、近くにはミニ・イスラエルが位置する。
第一次中東戦争の激戦地であり、その際に要塞化された旧警察署を戦争画展示所・休憩所として使用しており、屋外に車両を展示している。また、現在もイスラエルの軍事基地としての役割を果たしている。
イスラエルは第一次中東戦争以来散発的にアラブ諸国と戦争を起こしているが、イスラエルは主に西側諸国の支援を受け、アラブ諸国はソビエト連邦の支援を受けていた。イスラエル軍の車両の他、鹵獲車両も含め、それらの各国の多種多様な車両が展示されている。

## 展示車両の一例

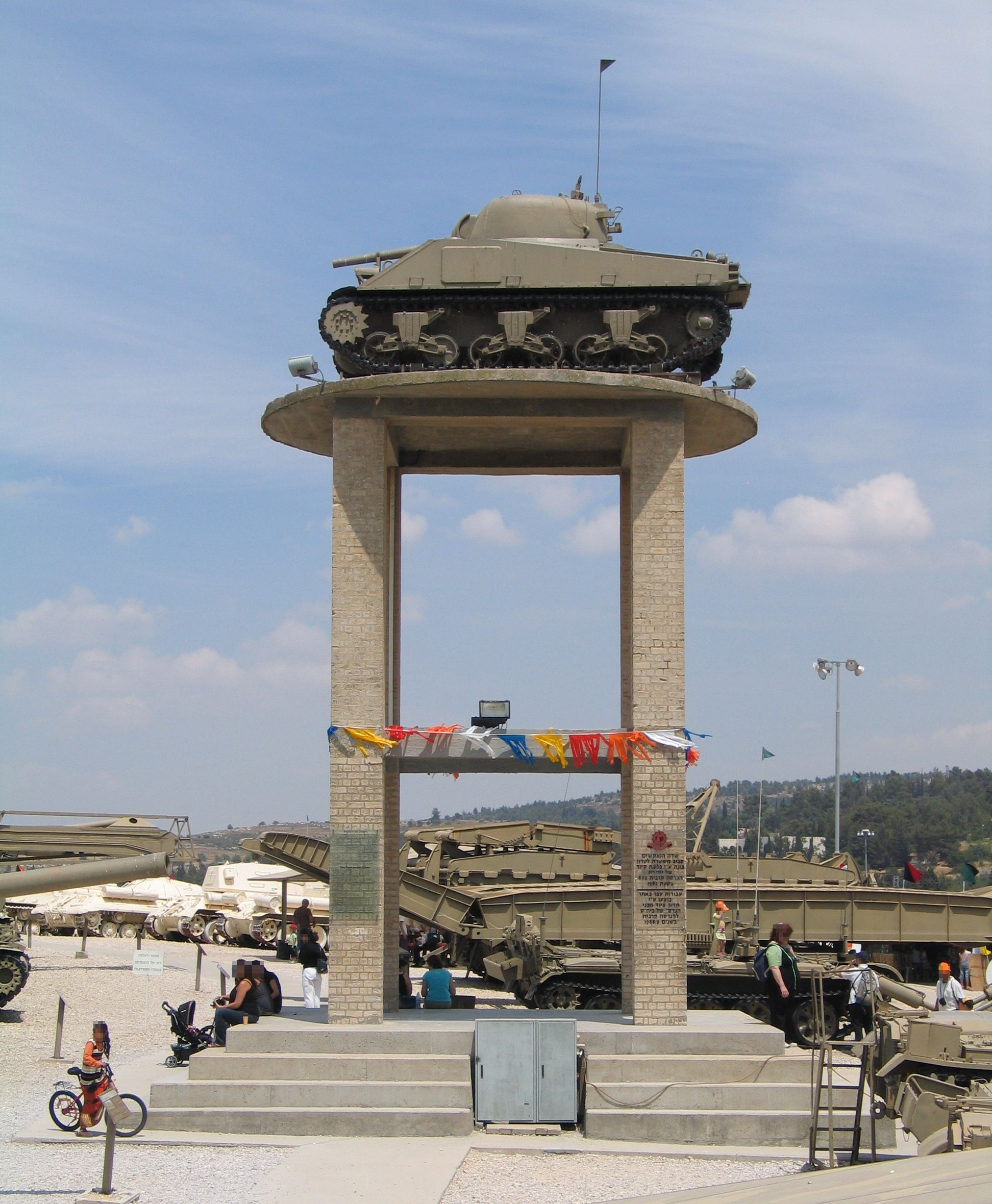
櫓の上に展示されるM4シャーマン

ラトルン戦車博物館に展示されているのは主に、イスラエル国防軍が1948年の第一次中東戦争以来、使用してきた軍用車両や装甲戦闘車両、および、かつて交戦したエジプト軍やシリア軍、PLO等から鹵獲した軍用車両や装甲戦闘車両である。これ以外に、イスラエル軍では実戦で使用されていないとみられる車両も、いくつか展示されている。
- T-54、T-55、T-72、T-62、ティラン、アチザリット
- M4シャーマン、スーパーシャーマン、M48パットン、M60パットン、マガフ
- センチュリオン、チーフテン、ショット、メルカバ
- IV号戦車G型、III号突撃砲 - いずれもシリア軍からの鹵獲品
- クロムウェル巡航戦車、チャーチル歩兵戦車、アーチャー対戦車自走砲
- BTR-152、BTR-50、M3ハーフトラック、スタッグハウンド装甲車
- M50 155mm自走榴弾砲、ソルタムL33 155mm自走榴弾砲、マクマト 160mm自走迫撃砲
- MAR-240自走多連装ロケット砲、MAR-290自走多連装ロケット砲